# Hélcio Maghenzani
Hélcio Maghenzani (São Paulo, 15 de julho de 1923 – 14 de novembro de 2001) foi um político brasileiro.
Filho de Mário Maghenzani e de Gioconda Maghenzani. Casou com Dora Caprera Maghenzani.
Foi eleito deputado federal por São Paulo nas eleições de outubro de 1962. Exerceu o mandato de 1 de fevereiro de 1963 a 31 de janeiro de 1967.